# Pennella hovassei
Pennella hovassei är en svampart som beskrevs av Manier ex Manier 1968. Pennella hovassei ingår i släktet Pennella och familjen Legeriomycetaceae.   Inga underarter finns listade i Catalogue of Life.